# 穴吹川
穴吹川（あなぶきがわ）は、徳島県美馬市を流れる吉野川水系の河川（一級河川）。四国のみずべ八十八カ所、とくしま水紀行50選選定。

## 地理
剣山に源を発して美馬市山間部の木屋平地区を北流し、穴吹地区で吉野川中流に合流する流程約41kmの河川。流域人口は推定約8千人。比較的小規模な川だが、吉野川の支流として一級河川の扱いをうけている。
水質は良好で国土交通省四国地方整備局の一級河川水質調査により「四国一きれいな川」であると認定を受けている。天然の川魚が生息し、天然ものの鮎も吉野川から遡上する。

## 周辺
徳島市などの都市からのアクセスも良好であるため夏場は多くの観光客でにぎわい、お盆の時期には川全体で1万人の人出で埋め尽くされたこともある。また、日産自動車や伊藤園のテレビCMのロケ地に選ばれたことがある。

## 並行する交通
- 国道438号
- 国道492号